# Erste-Bank-Kompositionspreis
Der Erste-Bank-Kompositionspreis ist ein Musikpreis der Erste Bank in der Stadt Wien in Österreich.

## Kompositionspreis
Der Preis für Komposition wird seit 1989 jährlich im Rahmen von Wien Modern vergeben und ist mit einem Kompositionsauftrag verbunden. Mit dem Klangforum Wien und Kairos wird dann das Werk uraufgeführt und auf CD produziert.

## Preisträger
- 1989 Herbert Willi
- 1990 Gerhard E. Winkler
- 1991 Christian Ofenbauer
- 1992 Gerd Kühr
- 1993 Georg Friedrich Haas
- 1994 George Lopez
- 1995 Herbert Grassl[1]
- 1996
- 1997 Olga Neuwirth
- 1998 Christian Mühlbacher
- 1999 Thomas Heinisch
- 2000 Alexander Stankowsky
- 2001 Germán Toro-Pérez
- 2002 Johannes Maria Staud
- 2003 Clemens Gadenstätter
- 2004 Wolfram Schurig
- 2005 Wolfgang Mitterer
- 2006 Bernhard Gander
- 2007 Klaus Lang
- 2008 Gösta Neuwirth
- 2009 Bernhard Lang
- 2010 Joanna Wozny
- 2011 Gerald Resch[2]
- 2012 Beat Furrer[3]
- 2013 Bernd Richard Deutsch[4]
- 2014 Reinhard Fuchs[5]
- 2015 Peter Jakober[6]
- 2016 Eva Reiter
- 2017 Hannes Kerschbaumer
- 2018 Agata Zubel
- 2019 Mirela Ivicevic
- 2020 Matthias Kranebitter[7]
- 2021 Christof Ressi[8]
- 2022 Sara Glojnarić[9]
- 2023 Nimikry[10]
- 2024 Nina Šenk
- 2025 Pierluigi Billone